# Linzer Straße

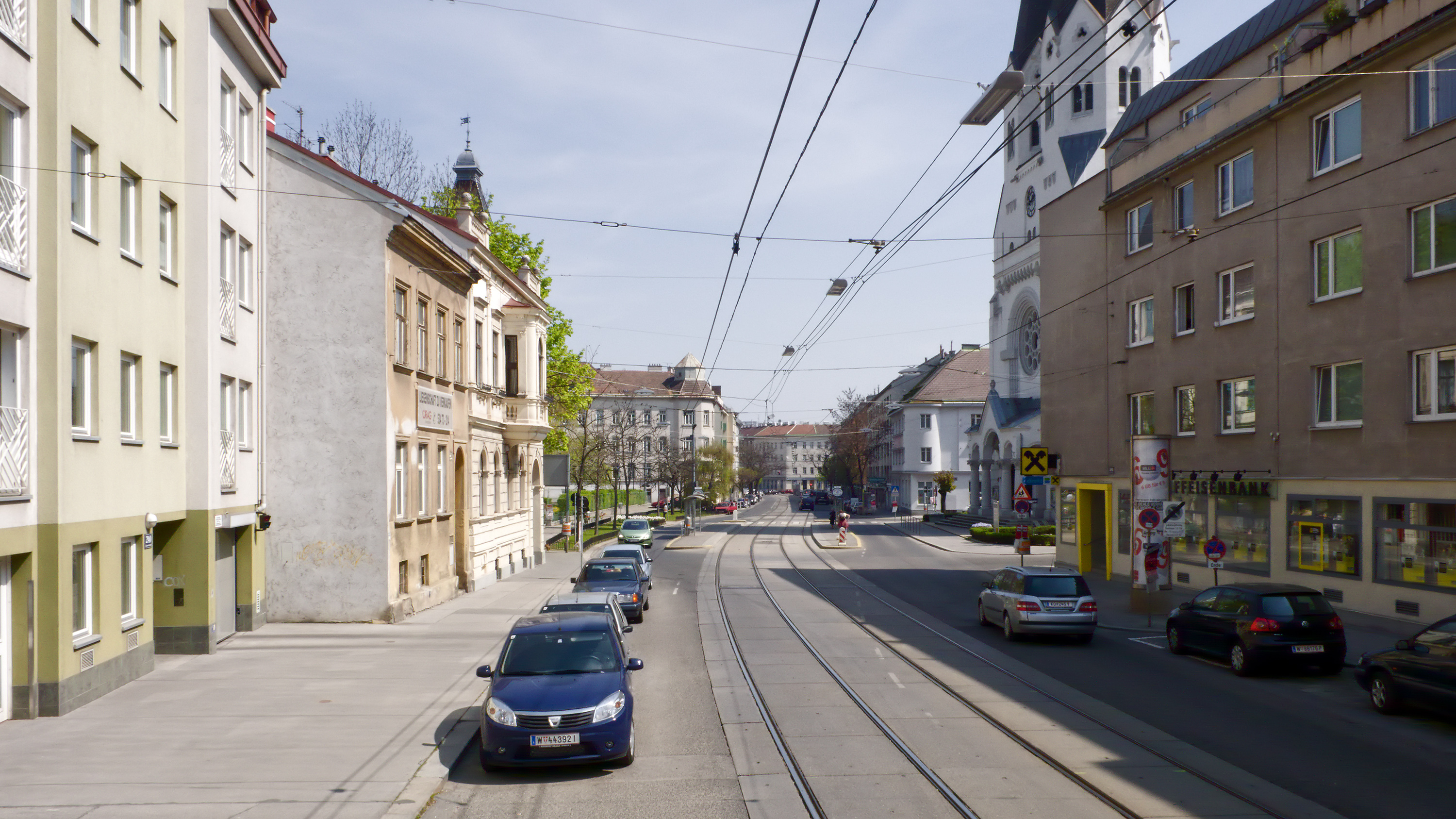
Linzer Straße bei der Baumgartner Pfarrkirche

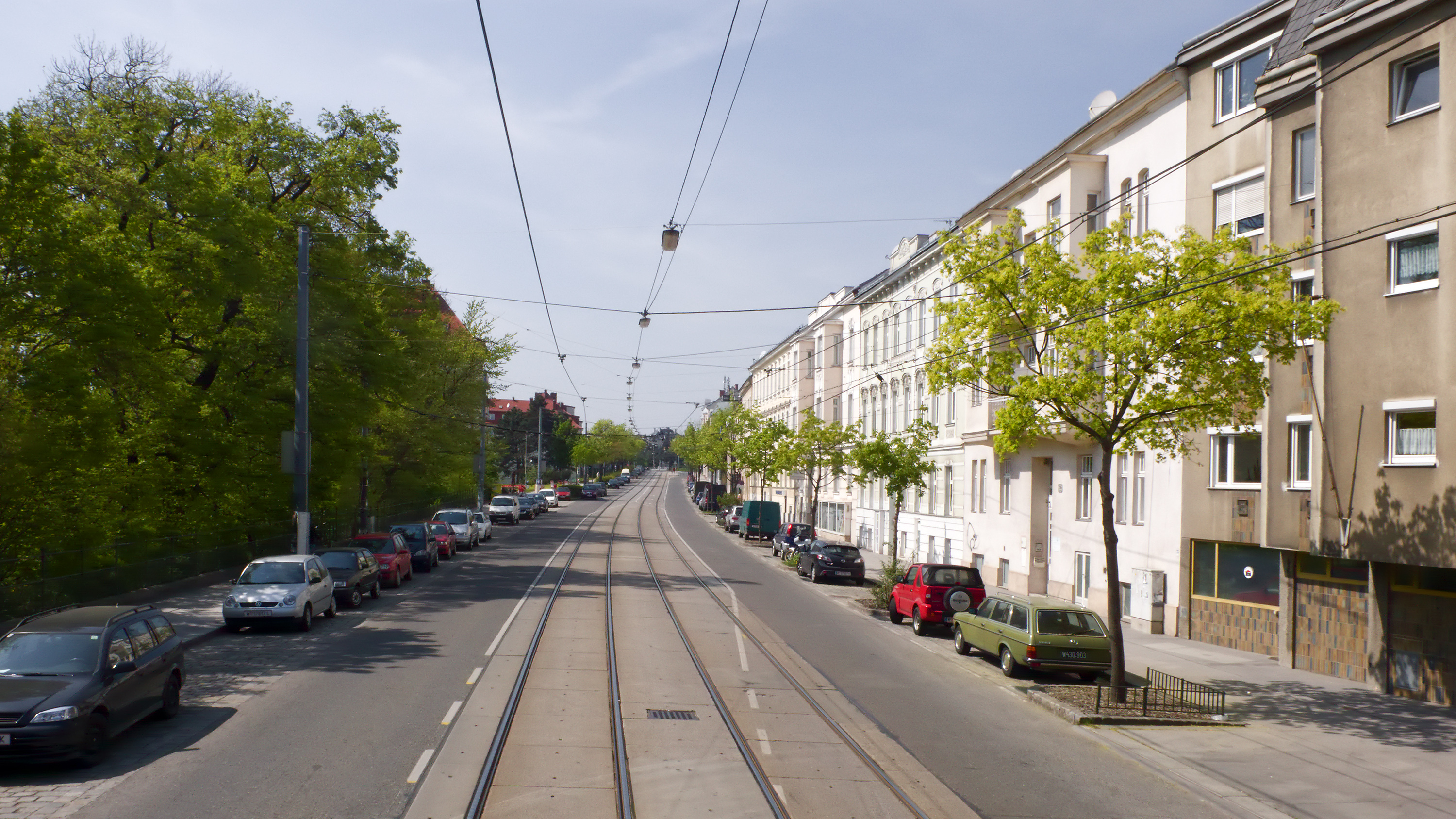
Linzer Straße bei Nr. 357, stadtauswärts

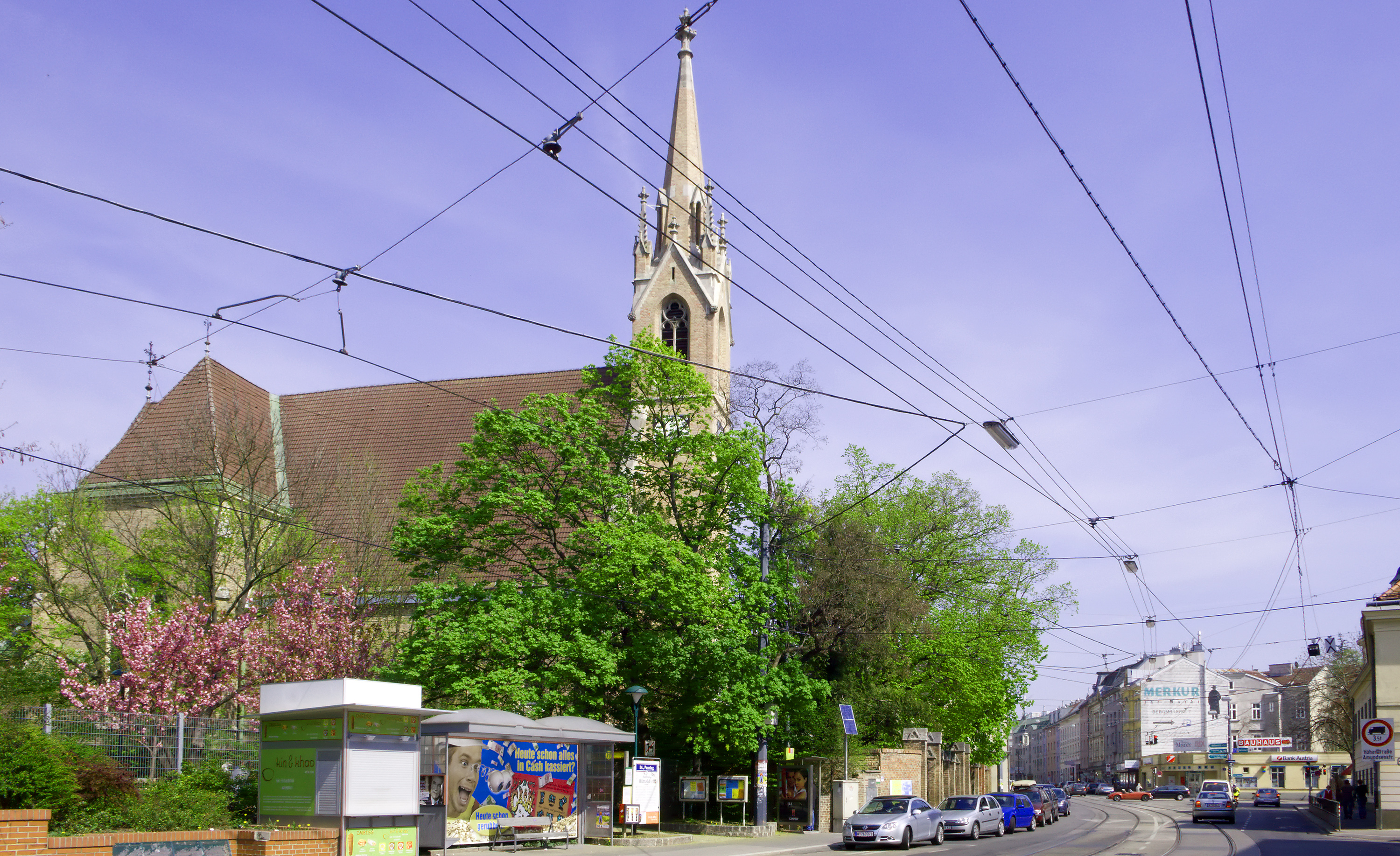
Linzer Straße und Hütteldorfer Pfarrkirche

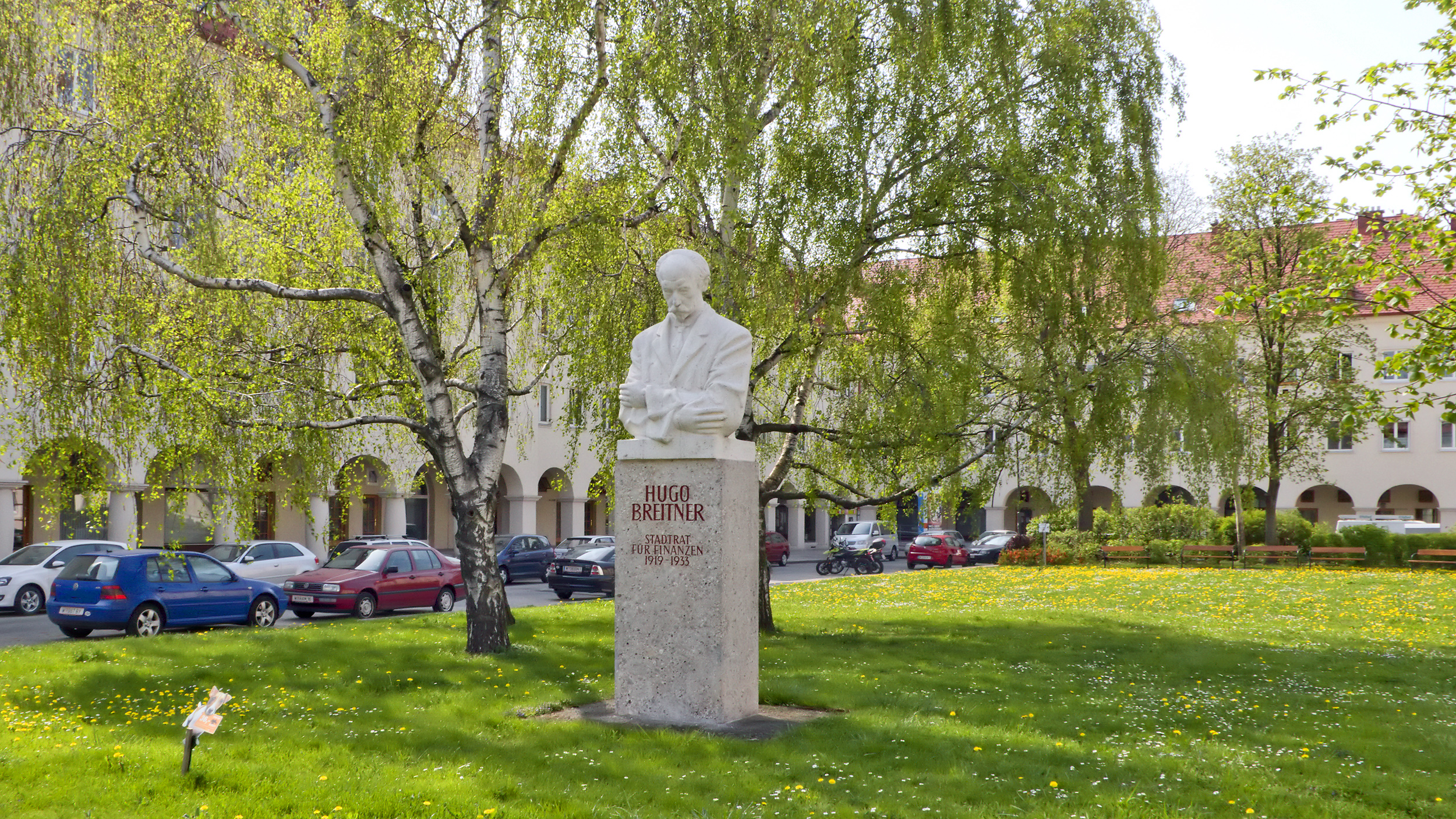
Hugo-Breitner-Hof an der Linzer Straße (Innenhof)

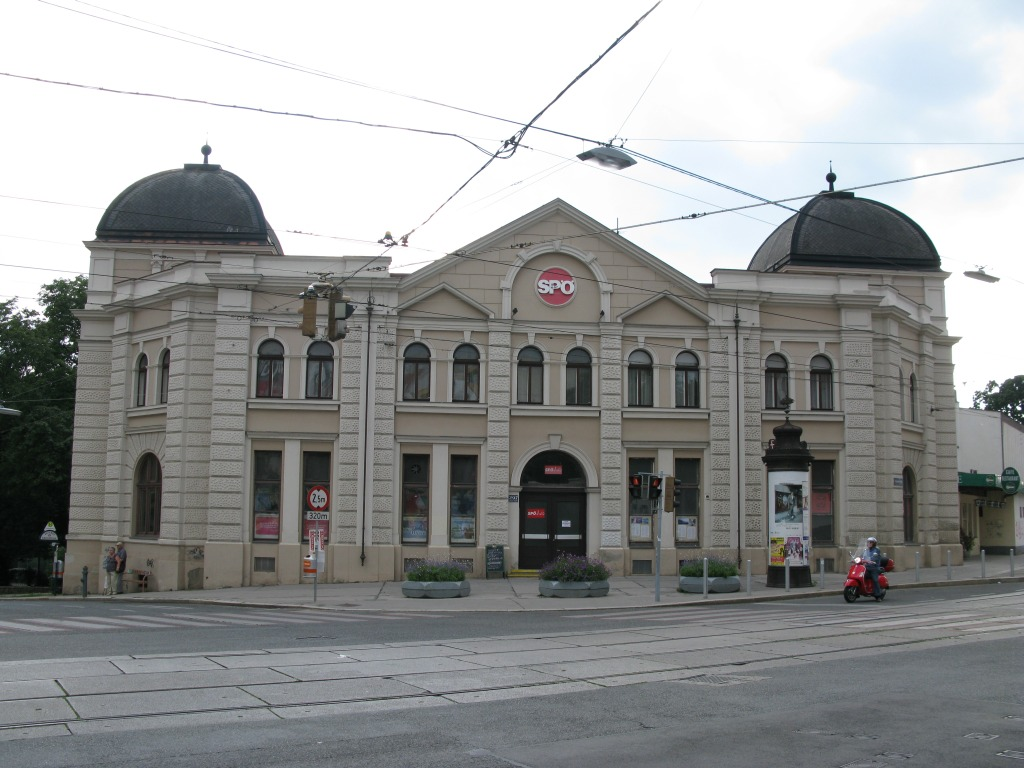
Casino Baumgarten an der Linzer Straße

Die Linzer Straße ist eine Hauptstraße im Westen Wiens. Sie führt durch den 14. Wiener Gemeindebezirk Penzing sowie durch den 15. Wiener Gemeindebezirk Rudolfsheim-Fünfhaus. Die Straße hieß bis 1894 in Penzing Poststraße bzw. Linzer Poststraße, in Baumgarten und Hütteldorf hieß sie Hauptstraße.

## Geschichte
Seit dem frühen Mittelalter gab es parallel zum Wienfluss im Norden einen Straßenzug, der im Groben der heutigen Linzer Straße entsprach. Ab dem 9. Jahrhundert entstanden an diesem Straßenzug die drei Wiener Vororte Penzing, Baumgarten und Hütteldorf. Dazwischen erstreckten sich weite Ackerfelder, Weiden und Weinberge. Seit dem Mittelalter war die Linzer Straße die wichtigste Verkehrsader für die Post, die über diese Straße in den Westen Österreichs geliefert wurde, unter anderem auch nach Linz.
Ab dem 19. Jahrhundert siedelten sich zahlreiche Industriebetriebe, wie etwa Maschinen- und Chemiefabriken, im Gebiet zwischen Penzing und Baumgarten an. Seit 1858 verläuft parallel zur Linzer Straße die Westbahn durch den 14. Bezirk und weiter ins Stadtzentrum zum Westbahnhof.
Als in den 1890er Jahren die Einwohnerzahl Wiens stetig stieg, entstanden im Osten Penzings – im Bereich Johnstraße, Linzer Straße, Ameisgasse, Hütteldorfer Straße – die Arbeiterviertel mit etlichen Zinshäusern und einem rasterförmigen Straßennetz. Seit dem Jahr 1907 führt die Straßenbahnlinie 52 durch die Linzer Straße.
1957 entstand zwischen Hütteldorf und Baumgarten an der Linzer Straße der Hugo-Breitner-Hof, der rund 3.500 Einwohner umfasst. 1977 wurde in Hütteldorf das Weststadion – später Gerhard-Hanappi-Stadion genannt – erbaut, das die Heimstätte des österreichischen Rekordmeisters SK Rapid Wien wurde. 1994–1997 wurde das „Waldbad Penzing“, heute „Hallenbad Hütteldorf“ genannt, erbaut. Ein erwähnenswertes Bauvorhaben war die „Workstation Wien West“ (Kurz „WWW“), welche auf den Gründen der ehemaligen Fa. Schärdinger von 2000 bis 2004 erbaut wurde.
Ende 2013 wurde ein Großteil der ehemaligen Fabrik der Fa.GEBE (Herstellung von Heizgeräten, Kaminen etc., errichtet 1913) auf Höhe Nummer 141–143 abgerissen. Ein kleiner Teil inklusive Schornstein steht unter Denkmalschutz (Listeneintrag). Auf diesem Gelände wurde bis Herbst 2015 eine weitläufige Wohnhausanlage unter dem Namen „Blickpunkt Wiental“ erbaut.
In den letzten Jahren setzte vor allem im Bereich zwischen Ameisgasse und Gusenleithnergasse eine rege Bautätigkeit ein. Viele ebenerdige Häuser aus dem 19. und frühen 20. Jahrhundert (besonders auf der Seite des Penzinger Frachtenbahnhofs) wurden abgerissen und müssen neuen Wohngebäuden Platz machen.
Heute ist die Linzer Straße neben der Hadikgasse die wichtigste Verkehrsachse im 14. Bezirk und gilt als effektivste Ausweichroute zu ebendieser.

## Verlauf
Die Linzer Straße beginnt bei der Gabelung Mariahilfer Straße / Zollernsperggasse / Anschützgasse (auf Höhe der Remise Rudolfsheim mit Hausnummer 2a) im Gebiet des 15. Wiener Gemeindebezirkes, Rudolfsheim-Fünfhaus. Anschließend führt sie – an der Rückseite des Technischen Museums entlang – in nordwestlicher Richtung zur Kreuzung mit der Schlossallee (vom Süden und vom Schloss Schönbrunn kommend), mit der Johnstraße (in Verlängerung der Schlossallee nach Norden zur Schmelz verlaufend) und der Felberstraße (vom Osten, dem Gürtel und dem Westbahnhof kommend). Kurz vor der Kreuzung unterquert sie unter einem eigenen Brückenteil noch die Westbahn. An dieser großen Kreuzung erreicht die Linzer Straße das Stadtgebiet des 14. Wiener Gemeindebezirks, Penzing, und wird ab diesem Punkt von den von der Kennedybrücke bzw. der äußeren Mariahilfer Straße kommenden Straßenbahnlinien 10 und 52 begleitet. Während die Linie 10 bei der Reinlgasse nach Norden Richtung Breitensee abzweigt, begleitet die Linie 52 die Linzer Straße weiter bis zur Endstation am Baumgartner Spitz.
Kurz nach der Johnstraße beginnt der Ortskern von Penzing mit vielen alten Gasthäusern und Handwerksbetrieben. Während man den Ortskern von Penzing passiert, unterquert man eine Unterführung der Vorortelinie auf Höhe der Diesterweggasse. Die Häuser Nr. 72 bis 86 (gerade seite) sind Teil der von der Stadt Wien definierten baulichen Schutzzone Penzing. Danach folgt eine langgezogene Rechtskurve bis zur Ameisgasse, wo noch einige Industriebauten aus dem 19. Jahrhundert stehen.
Ab der Ameisgasse beginnen nun moderne Wohnviertel mit vielen Grünflächen.
Auf Höhe der Lützowgasse fällt das Gelände steil ab, und hier erreicht die Linzer Straße ihre maximale Breite von rund 25 Meter, der Straßenverlauf ist durch langgezogene Kurven geprägt, bis man bei der Zehetnergasse den Bezirksteil Baumgarten erreicht. Ab hier hat die Linzer Straße fast dörflichen Charakter, man begegnet historischen Bauten wie der weithin sichtbaren Baumgartner Pfarrkirche am Gruschaplatz oder dem Casino Baumgarten.
Nach dem Bezirksteil Baumgarten steigt das Gelände wieder leicht an, und die Linzer Straße passiert in nordwestlicher Richtung den Baumgartner Casinopark und danach den Baumgartner Spitz, wo sie mit der Hütteldorfer Straße zusammentrifft. Am Baumgartner Spitz endet die Linie 52, und die Linie 49 aus der Hütteldorfer Straße folgt nun der Linzer Straße bis Hütteldorf. Auf der linken Seite findet man nun den Hugo-Breitner-Hof und anschließend daran das Allianz Stadion. Rechts zweigt die von spätsecessionistischen Miethäusern geprägte Lorenz-Weiß-Gasse ab, nach der eine weitere bauliche Schutzzone der Stadt Wien benannt ist, zu der in der Linzer Straße auch die späthistoristischen bzw. secessionistischen Miethäuser Nr. 342, 344, 358, 358A und 360 gehören (Beschreibung siehe ebenfalls unter Lorenz-Weiß-Gasse).
Unmittelbar danach beginnt Hütteldorf, mit vielen historischen Bauten und der Pfarrkirche auf Hausnummer 424. Nach der Pfarrkirche endet nun die Straßenbahnlinie 49, und der letzte, gleisfreie Abschnitt der Linzer Straße beginnt. Hier fällt das Gelände erneut ab, und in einem großen Rechtsbogen führt die Linzer Straße in Richtung des Wientals. Auf der linken Seite liegt das Europahaus auf Hausnummer 431, die rechte Seite wird von modernen Reihenhäusern geprägt.
Am Ende der Linzer Straße findet man auf der rechten Seite nach Hausnummer 508 die denkmalgeschützte Linienkapelle (Listeneintrag). Durch die danach bis zur Brücke entlang der Straße laufende Grenze zwischen den Katastralgemeinden Hütteldorf und Hacking beginnt auf dieser Seite schon die Nummerierung der Hadersdorfer Hauptstraße, welche noch rund drei Kilometer bis zur Wiener Stadtgrenze reicht. Auf der gegenüberliegenden Seite stehen bei den Nummern 483–485 Gebäude, die ehemals zum für die Gegend namensgebenden Auhof gehörten, der sich selbst am anderen Flussufer befindet. Auf Nr. 487 befand sich bis um 1980 das Gasthaus Zum Wolf in der Au. Die alte Poststraße führte vor dem Brückenbau um 1900 an der Südseite des Gebäudes vorbei, danach befand sich das einstöckige Gebäude unter Straßenniveau. Seit Dezember 2008 sind die S-Bahn-Haltestelle Wolf in der Au der Westbahn und der dort beginnende Knoten Hadersdorf in Betrieb.
Die Gesamtlänge der Linzer Straße beträgt rund 6,6 Kilometer.

## Anliegende Gebäude
- Wagenhalle III des Betriebsbahnhofs Rudolfsheim (Hausnummer 2a, errichtet mit expressionistischen Stilelementen[3] in den Jahren 1926–1928 nach Plänen des Architekten Othmar Tichy[4]; wurde im Jahr 2005 zu einer neuen Revisionshalle umgebaut[5])
- Technisches Museum Wien, Rückseite (Hausnummer 3; Museumsadresse Mariahilfer Straße 212)
- Geburtshaus von Gustav Klimt (1862 wurde der Österreichische Maler Gustav Klimt in diesem ebenerdigen Haus geboren, es wurde 1966 abgerissen und eine Wohnhausanlage errichtet. Heute erinnert eine Gedenktafel an ihn.)
- Baumgartner Pfarrkirche (Hausnummer 259, errichtet 1906–1908, neuromanische Pfarrkirche, 57 Meter hoch)
- Casino Baumgarten (Hausnummer 297, errichtet 1779, ehemals Schloss von General Andreas Hadik von Futak)
- Hugo-Breitner-Hof (Hausnummer 299–325, errichtet 1957, einer der größten kommunalen Wohnbauten Wiens der Nachkriegszeit)
- Allianz Stadion, (Höhe Hausnummer 357, errichtet 2014–2016 an Stelle des Gerhard-Hanappi-Stadions, Heimstätte des SK Rapid Wien)
- Pfarrkirche St.Andreas Hütteldorf (Hausnummer 422, errichtet 1882, neugotischer Sichtziegelbau)
- Veranstaltungszentrum Europahaus (Hausnummer 429, errichtet 1750–1956, Konferenzzentrum & Tagungshaus)